# Ерисентпетер
Ерисентпетер (мађ. Őriszentpéter, словен. Šentpeter) градић је у западној Мађарској. Ерисентпетер је град у оквиру жупаније Ваш.
Град је имао 1.226 становника према подацима из 2008. године.

## Географија
Град Ерисентпетер се налази у крајње западном делу Мађарске, близу границе са Словенијом - 6 km западно од насеља. Од престонице Будимпеште град је удаљен око 265 km југозападно. Најближи већи град је Ђер, 160 km североисточно од града.
Ерисентпетер се налази на западном ободу Панонске низије, у бреговитом подручју. Надморска висина места је око 225 m. Кроз насеље протиче река Зала.

## Галерија
- Средишње раскрће Ерисентпетера
- Пансион у граду